# Laura Sánchez García
Laura Sánchez García   (Reus, 6 de febrer de 1979) és una patinadora catalana que va competir durant les dècades de 1990 i 2000. Ha estat sempre vinculada al Reus Deportiu. Ha competit sobretot en la modalitat artística individual, en la qual ha guanyat diversos premis. Ha participat en diversos mundials, tant en categoria júnior com absolut, sent subcampiona del món el 2005. A banda, també ha obtingut diferents èxits en campionats estatals i europeus.
Va començar a patinar amb vuit anys i aviat es va incorporar a les files del Reus Deportiu, en què aconseguí multitud de títols de campiona d'Espanya i de Catalunya en categories inferiors. També fou campiona d'Europa i subcampiona del món juvenil i júnior. Ja en categoria sènior, es proclamà campiona d'Europa en lliure (2002); subcampiona mundial (2005, 2007) i d'Europa (1999, 2000, 2001, 2003, 2005, 2007) i guanyà la medalla de bronze en el Mundial (2002) i en el Campionat d'Europa (2004, 2006). També guanyà els World Games (2005). Igualment, assolí deu títols de campiona d'Espanya i dotze de Catalunya.
Retirada el 2007, l'any 2009, rebé la insígnia d'or i brillants de la Federació Espanyola de Patinatge i des de llavors entrenà les joves patinadores del club reusenc.
Llicenciada en fisioteràpia, va exercir com a fisioterapeuta en el seu club i també s'ha fet càrrec, junt amb la seva germana Beatriu, de l'empresa familiar de pintures.